# Jiří Dudáček
Jiří Dudáček (* 4. April 1962 in Kladno, Tschechoslowakei) ist ein ehemaliger tschechischer Eishockeyspieler.

## Karriere
Die Buffalo Sabres aus der National Hockey League (NHL) wählten Dudáček beim NHL Entry Draft 1981 in der ersten Runde aus. Er war damit der erste Spieler „hinter dem Eisernen Vorhang“, der in der ersten Runde eines NHL Entry Draft gewählt worden war. Dudáček nahm mit der tschechoslowakischen U20-Nationalmannschaft an den Junioren-Weltmeisterschaften 1980 und 1981 teil und wurde von vielen NHL-Scouts als der vielversprechendste Nachwuchsspieler des Draft-Jahrgangs 1981 angesehen. Damals war die Tschechoslowakei ein kommunistisches Land, was seinen Wechsel erschwerte. Der Vater von Dudáček war ein hochrangiges Mitglied der Kommunistischen Partei, Oberstleutnant und Angestellter des Innenministeriums.
Während andere Teams tschechoslowakischen Spielern halfen, aus ihrem Heimatland zu fliehen, um in die NHL zu kommen, versuchte Sabres-Generaldirektor Scotty Bowman, tschechoslowakische Funktionäre davon zu überzeugen, Dudáček legal nach Buffalo zu lassen. Alle Bemühungen wurden jedoch von den tschechoslowakischen Sportbehörden abgelehnt, mit der Begründung, Dudáček sei „zu jung“, um das Land zu verlassen. Dudáček schaffte es nie nach Nordamerika, um für die Sabres zu spielen. Stattdessen spielte er bis zu seinem Rücktritt im Jahr 1991 für die TJ Poldi SONP Kladno  (1978–1983, 1985–1991) und die ASD Dukla Jihlava (1983–1985) in der 1. Liga. In der Saison 1994/95 spielte er kurzzeitig beim ETC Crimmitschau in der Eishockey-Oberliga und in der Spielzeit 1999/2000 beim HK Kralupy nad Vltavou.

### International
Dudáček spielte für die tschechoslowakische Eishockeynationalmannschaft bei den Austragungen des Canada Cups in den Jahren 1981 und 1984. Er gehörte 1981 zu den erfolgreichsten Torschützen der Tschechoslowakei und erzielte in sechs Spielen vier Tore und zwei Vorlagen. 1984 blieb er in vier Spielen torlos.